# Chiloango
De Chiloango of Shiloango is een rivier in het westen van Centraal-Afrika, die ook bekend staat als Rio Chiluango (Portugees), of als Caongo, Chiloango, Kakongo, Loango, Loango Lu, Louango, Rio Chiloango, Rio Hi, Rio Luango, Shilongo, Tchiloango en Tshilongo.
De rivier ontspringt in Republiek Congo, en bedient een hydrografisch bekken van 5.170 km². Zij vormt het meest westelijke deel van de grens tussen de Democratische Republiek Congo en de Republiek Congo, bakent vervolgens ongeveer de helft van de grens tussen Congo (DRC) en de Angolese exclave Cabinda af, en loopt net ten zuiden van de stad Necuto. 
De rivier doorkruist dan Cabinda, en is daarmee de belangrijkste rivier van de provincie. Net ten noorden van de stad Cacongo mondt de rivier uit in de Atlantische Oceaan. In Congo (DRC) is het praktisch de enige rivier die niet uitmondt in de Kongostroom. 
De Chiluango is bevaarbaar over ongeveer 160 km, vanaf de monding in Cacongo tot de samenvloeiing met de rivier de Luáli.
Bij de monding vormt de Chiluango een groot moerasgebied dat door de getijden wordt beïnvloed. De rivier was van groot belang voor de ontwikkeling van het binnenland, door het vervoer van goederen en mensen, voordat het wegennet werd aangelegd. 